# Collocalia linchi
La salangana linchi o rabitojo linchi (Collocalia linchi) es una especie de ave apodiforme de la familia Apodidae que vive en el Sudeste Asiático.

## Descripción
El plumaje de sus partes superiores son de color negro con brillos azules y el de sus partes inferiores gris.

## Distribución y hábitat
Se encuentra en las selvas de Indonesia y Malasia. Ocupa las islas de Java, Bali y Lombok, el oeste de Sumatra, el noreste de Borneo y pequeñas islas circundantes.